# هايود ووركمان
هايود ووركمان (بالإنجليزية: Haywoode Workman)‏ مواليد 23 يناير 1966 في تشارلوت، هو لاعب كرة سلة أمريكي سابق. بدأ مسيرته الاحترافية في سنة 1989. تم اختياره من قبل فريق أتلانتا هوكس خلال الدرافت. يبلغ طوله 6 قدم 2 بوصة (1.9 م). اعتزل اللعب في 2001.

## المسيرة الاحترافية
لعب مع أتلانتا هوكس في سنة 1989، ثم لعب مع واشنطن ويزاردز في موسم 1990–1991، ثم لعب مع فيكتوريا يبرتاس بيزارو في الدوري الإيطالي من سنة 1991 إلى 1993، ثم لعب مع إنديانا بايسرز من سنة 1993 إلى 1999، ثم لعب مع ميلووكي باكز من سنة 1998 إلى 2000، ثم لعب مع تورونتو رابتورز في سنة 2000.

## روابط خارجية
- هايود ووركمان على موقع إن بي أي (الإنجليزية)
- هايود ووركمان على موقع سبورتس رفرنس (الإنجليزية)
- هايود ووركمان على موقع كرة السلة الأوروبية.كوم (الإنجليزية)
- هايود ووركمان على موقع كلية كرة السلة في سبورتس رفرنس.كوم (الإنجليزية)
- هايود ووركمان على موقع ريلجم (الإنجليزية)
- هايود ووركمان على موقع بروبوليرز (الإنجليزية)
- هايود ووركمان على موقع سبورتس رفرنس (الإنجليزية)
- هايود ووركمان على موقع سبورتس رفرنس (الإنجليزية)